# Кушавера (посёлок при станции)
Кушавера — посёлок при железнодорожной станции в Хвойнинском муниципальном районе Новгородской области, относится к Дворищинскому сельскому поселению.
Расположено при одноименной железнодорожной станции на Мологском направлении Октябрьской железной дороги (Мга — Кириши — Будогощь — Неболчи — Хвойная — Кабожа — Пестово — Сандово — Овинище). Рядом с селом расположены деревни Бельково, Степаново, Нива и Шуйно. В 2-х километрах от села протекает река Кушавера — приток реки Песь.
При строительстве Мологского железнодорожного радиуса, близ станции Кушавера было организовано локомотивное депо, позднее переведенное в Хвойную, где оно находится и поныне.

## Население
| 2009 | 2010 |
| ---- | ---- |
| 140  | ↘110 |